# Hamburger Weihnachtsmärkte
Die bekanntesten Hamburger Weihnachtsmärkte befinden sich in der Advents- und Weihnachtszeit in der Hamburger Innenstadt zwischen Spitalerstraße und Gänsemarkt. Es handelt sich hierbei um sechs Weihnachtsmärkte mit unterschiedlichem Angebot, die teilweise nur 100 Meter auseinanderliegen. Darüber hinaus gibt es weitere Weihnachtsmärkte außerhalb des engeren Innenstadtbereichs.

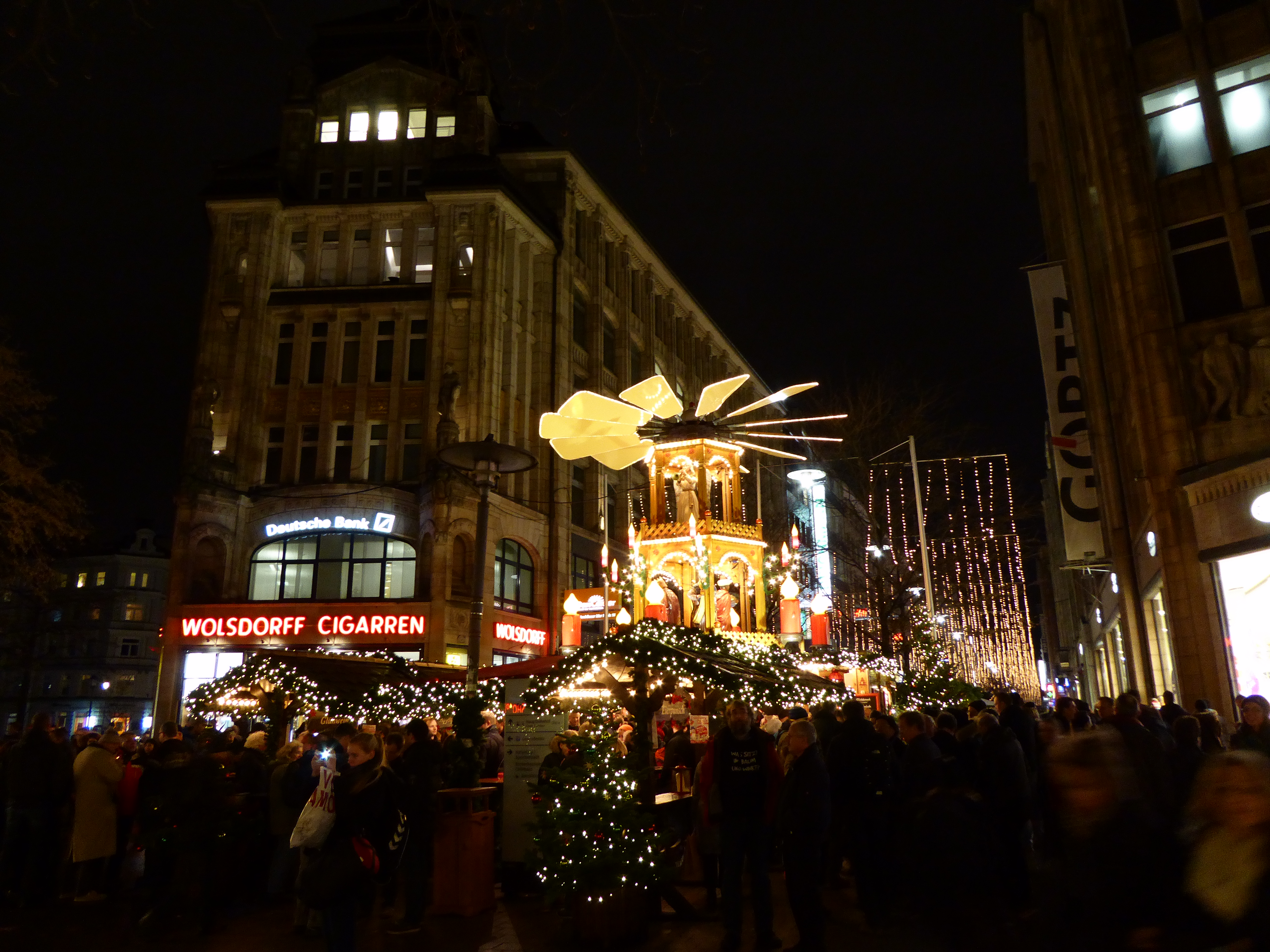
Weihnachtsmarkt Hamburg: Spitalerstraße

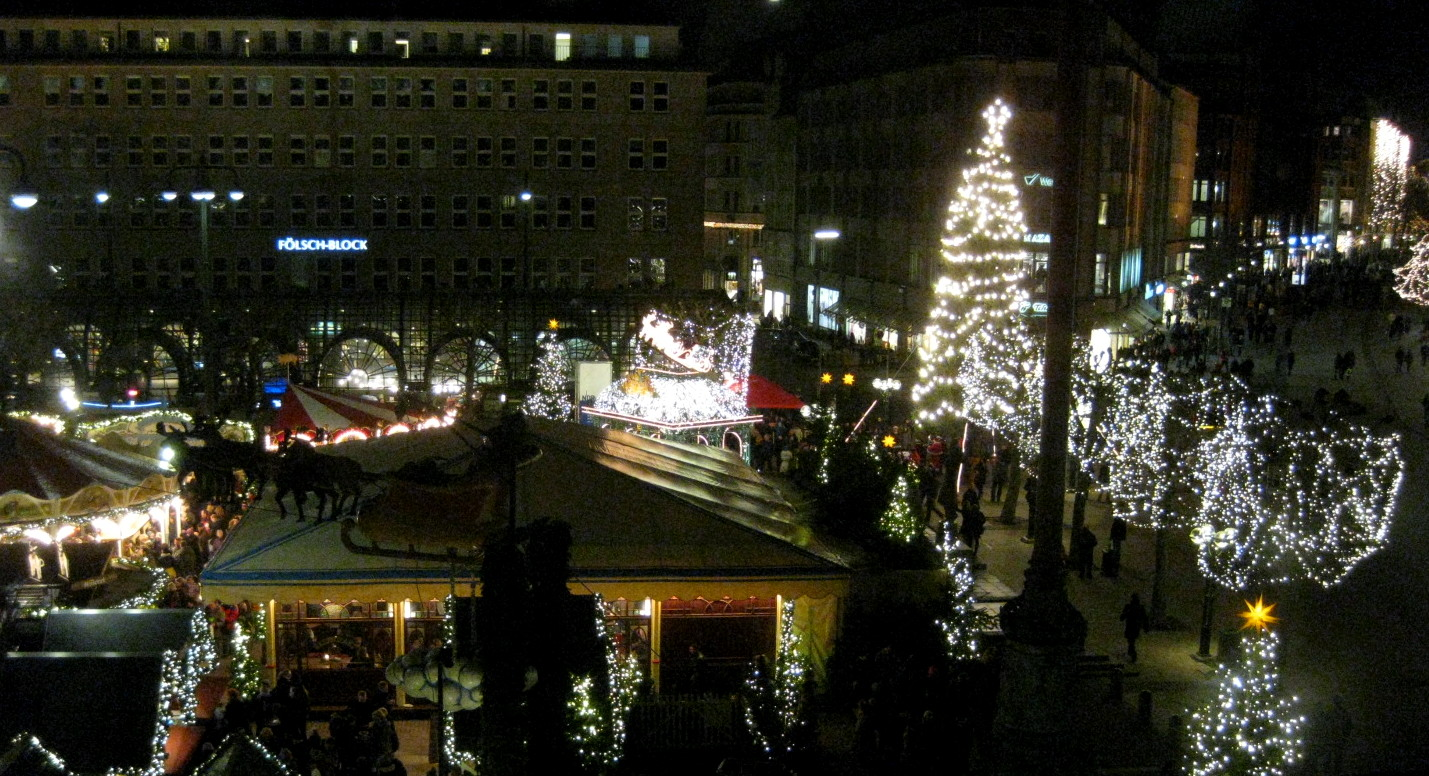
Weihnachtsmarkt Hamburg: Rathausmarkt

## Weihnachtsmärkte der Innenstadt
Vom Hauptbahnhof Hamburg aus in westlicher Richtung gibt es in Alt- und Neustadt Weihnachtsmärkte in folgenden Straßen/Plätzen.
- Spitalerstraße: In der Straße reihen sich robuste Holzbuden aneinander mit individuellem handwerklichen Angebot. An der Einmündung von der Spitalerstraße in die Mönckebergstraße steht eine übermannshohe Weihnachtspyramide.
- Gerhart-Hauptmann-Platz/Mönckebergbrunnen: Dieser Markt imitiert mit seinen Holzbuden die Atmosphäre eines Winterwaldes. Angeboten werden Kunsthandwerk, Imbiss und Handelswaren.
- Rund um die St. Petri-Kirche: Die Holzbuden rahmen sich rund um die Kirche mit Handwerk und Fettgebäck. In Erweiterung des traditionellen Angebots gibt es einen Märchenwald für Kinder.
- Rathausmarkt: Auf dem Rathausmarkt befindet sich der Historische Weihnachtsmarkt, der vom Circus Roncalli betrieben wird und als bekanntester Hamburger Weihnachtsmarkt gilt. Auf ihm sind Holzhäuser in Themenstraßen gruppiert. Täglich um 16, 18 und 20 Uhr schwebt zudem ein Weihnachtsmann-Darsteller samt Kutsche und Rentieren auf einem Hochseil über das Marktgelände.[3]
- Jungfernstieg: In weißen Pagodenzelten werden hier unter dem Namen Weißerzauber Waren und Imbisse angeboten, die sich von den traditionellen Weihnachtsangeboten abheben. Auf „Märchenschiffen“ wird für die Kinder Backen, Schminken, Spielen und Theater geboten.
- Gänsemarkt: Hier überwiegt das Imbissangebot. Die Buden sind geräumig um das Lessing-Denkmal herum angeordnet.

## Weihnachtsmärkte in den übrigen Stadtteilen

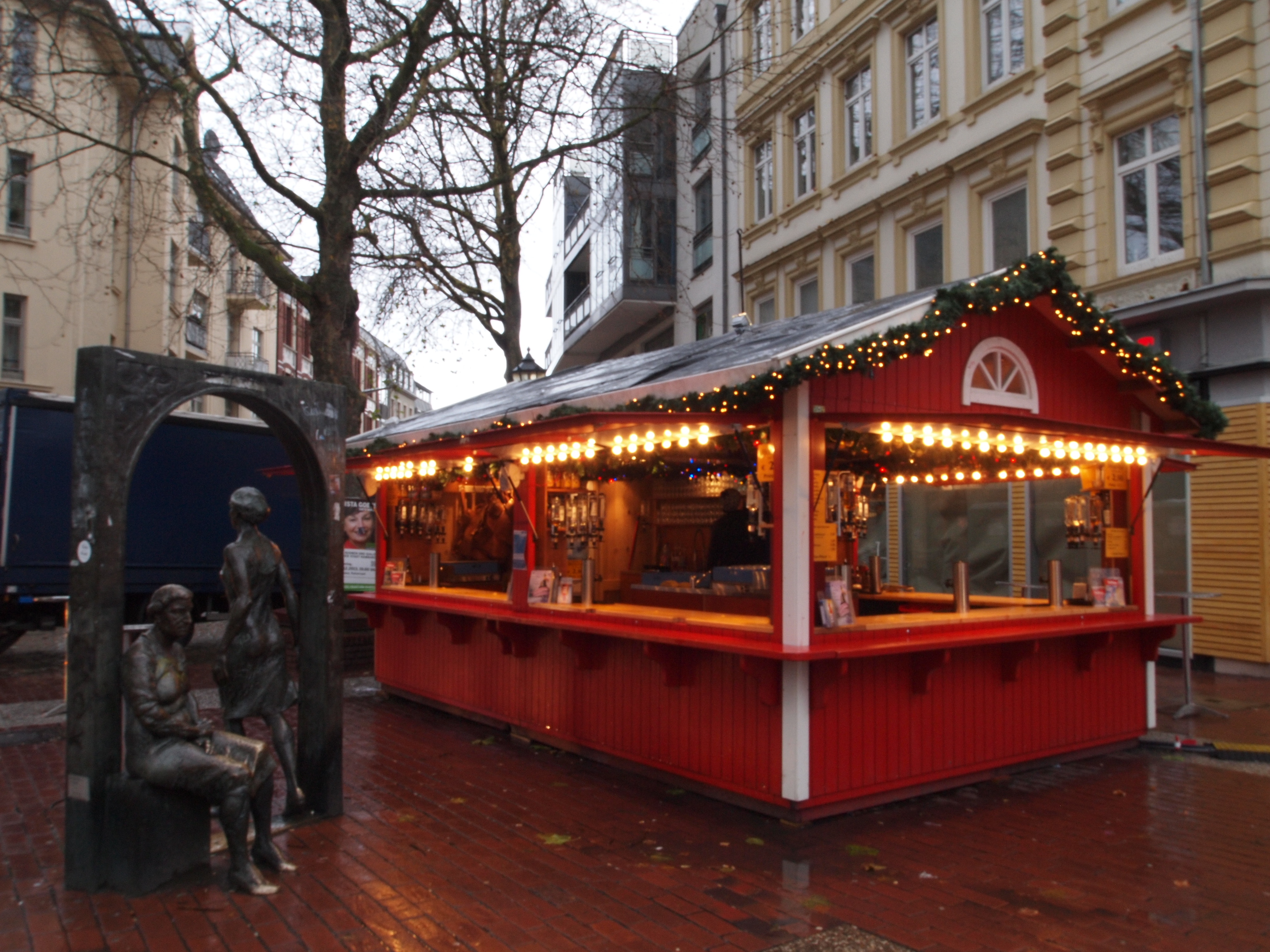
Glühweinstand Ottensen

- Altona: Der Adventsmarkt Rüm Hart auf dem Goetheplatz[4]
- Barmbek:
  - Kleiner Weihnachtsmarkt auf der Piazzetta-Ralph-Giordano nahe dem Bahnhof Barmbek[5]
  - Ökologischer Weihnachtsmarkt im Museum der Arbeit am 1. Adventswochenende unter besonderer Berücksichtigung von Umweltschutz und Nachhaltigkeit[5]
- Bergedorf: Weihnachtsmarkt am Bergedorfer Schloss mit Kulturbühne und einer Hütte für Kinder zum Basteln und Spielen[5]
- Blankenese: Glühwein und Essen auf dem Erik-Blumenfeld-Platz vor dem S-Bahnhof Blankenese[6]
- Bramfeld: kleiner Weihnachtsmarkt vor dem Eingang Herthastraße der Marktplatz Galerie (letztmalig 2022)[7]
- Eimsbüttel: zwei Weihnachtsmärkte in der Osterstraße und vor der Apostelkirche[5]
- Eppendorf: Kleiner Weihnachtsmarkt auf dem Marie-Jonas-Platz[5]
- HafenCity: Weihnachtsmarkt auf dem Überseeboulevard mit Eislaufbahn (bis 2021) oder mit einer temporären Minigolfanlage mit winterlich-weihnachtlicher Dekoration (ab 2022)[8]
- Harburg: Familienweihnachtsmarkt am historischen Rathaus[5]
- Hoheluft: Weihnachtsmarkt Adventszeit St. Markus vor der gleichnamigen Kirche mit vorwiegend regionalen und saisonalen Produkten[5]
- Neustadt:
  - Weihnachtsmarkt Fleetweihnacht mit maritimer Atmosphäre auf der Fleetinsel auf Höhe der Michaelisbrücke[5]
  - Edel-Weihnachtsmarkt in den Stadthöfen (Ecke Stadhausbrücke/Große Bleichen) mit Live-Musikbühne und Eisstockbahn; unterteilt in die Bereiche Marché de Noël, Chez Noël und Petit Noël.[9]
- Niendorf: nordischer Weihnachtsmarkt auf dem Tibarg[10]
- Ottensen: nordische Buden im östlichen Teil der Ottenser Hauptstraße[5]
- Rotherbaum: kleiner Weihnachtsmarkt ChristGrindelMarkt auf dem Allende-Platz[5]
- Wandsbek: Weihnachtsmarkt Wandsbeker Winterzauber im Alpenstil mit Eisbahn auf dem Wandsbeker Markt[5]
- Winterhude:
  - Kleiner Quartiers-Weihnachtsmarkt Wintertreff Winterhude auf dem Winterhuder Marktplatz[5]
  - Weihnachtsmarkt StadtParkZauber im Hamburger Stadtpark im Garten des Landhaus Walter mit Almhütte und Eisstockbahn[5]

## Weihnachtsmärkte der Kirchen
- Ditmar-Koel-Straße: Nur in der Vorweihnachtszeit an wenigen Tagen Weihnachtsbasar in den nordischen Seemannskirchen.
- In und um die St. Michaeliskirche: nur am ersten Adventswochenende.

## Weniger traditionelle Weihnachtsmärkte
- Lange Reihe/Kirchenallee: In der Nähe des Hauptbahnhofes in St. Georg liegt dieser sehr kleine, lesbisch-schwule Weihnachtsmarkt „WinterPride“ mit Trendmusik unter dem Motto „rosa-rot“.[11][12]
- Reeperbahn: Auf dem Spielbudenplatz findet mit dem „Santa Pauli“ ein frech-frivol interpretierter Weihnachtsmarkt statt.[13]